# Ferritin

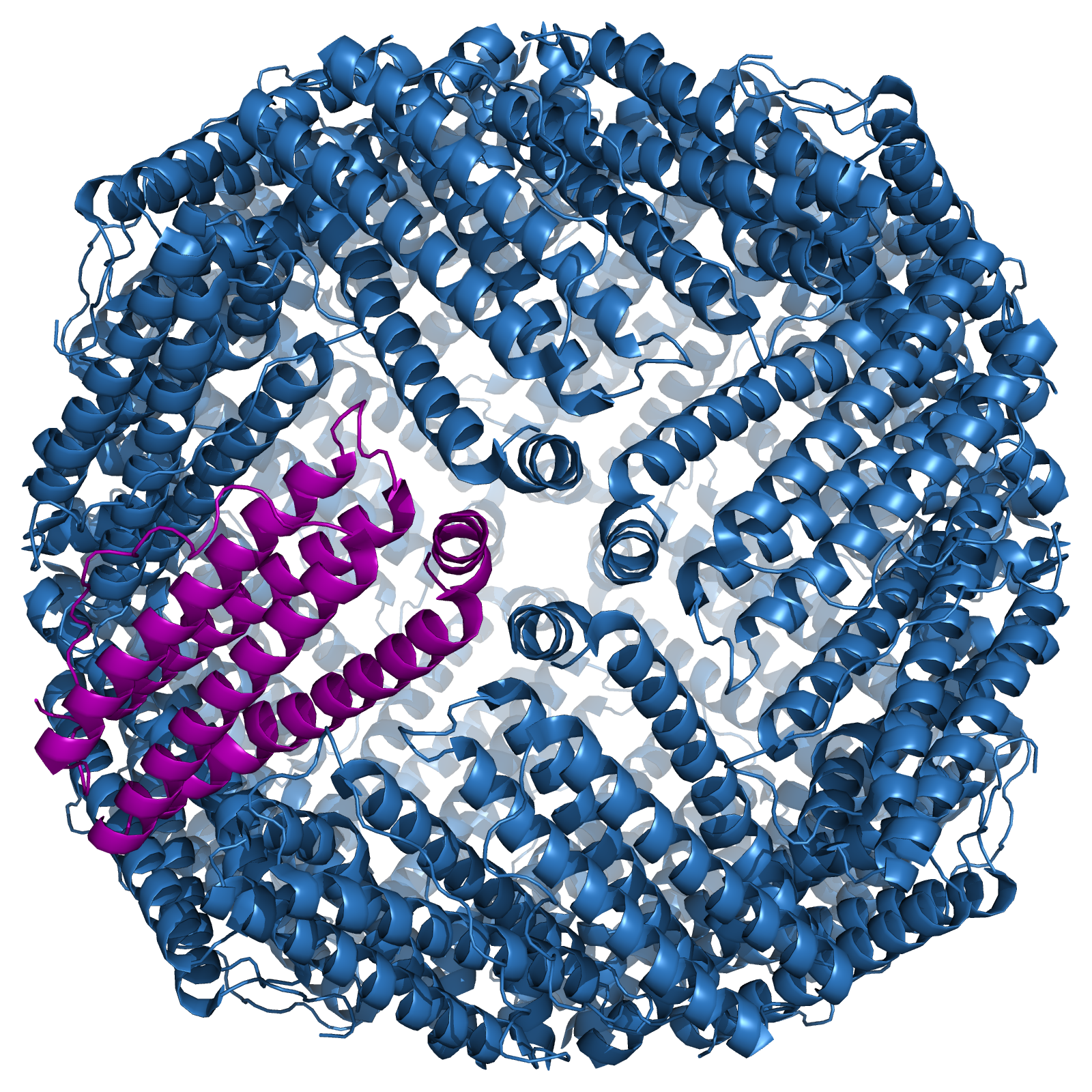
Struktura ferritinu

Ferritin je globulární vnitrobuněčný protein, který se vyskytuje téměř u všech živých organismů, včetně bakterií, řas, vyšších rostlin a živočichů. Slouží jako hlavní zásobní forma železa u eukaryot i prokaryot, jelikož železo je pro buňky samo o sobě toxické. Navíc ferritin zřejmě usnadňuje i transport železa na místo potřeby. Ferritin se nachází ve většině tkání jako jako intracelulární cytosolický protein, ale malá množství jsou vylučována do séra, kde funguje jako nosič železa. Plazmatický ferritin je také nepřímým ukazatelem celkového množství železa uloženého v těle, a proto se sérový ferritin využívá v diagnostice jako marker anémie způsobené nedostatkem železa.
Ferritin je proteinový komplex skládající se z 24 podjednotek. Tyto podjednotky tvoří tzv. klec, uvnitř které je uloženo velké množství želených iontů. Ferritin bez železa se označuje jako apoferritin.
Byl objeven v roce 1934 českým akademikem Vilémem Laufbergerem. Agregací molekul ferritinu při patologických stavech vzniká hemosiderin, který má ovšem větší vaznost pro železo, které se z něj uvolňuje obtížněji.

## Genetická podstata ferritinu
Geny kódující ferritin jsou mezi druhy vysoce konzervované. U obratlovců obsahují všechny ferritinové geny čtyři exony a tři introny. V lidském genomu je jeden gen pro lehký řetězec – FTL, který leží na chromozomu 19 a jeden gen pro těžký řetězec – FTH1, který leží na chromozomu 11. Oba tyto geny mají několik alternativních sestřihových variant.

## Struktura ferritinu
Ferritin je dutý globulární protein o molekulové hmotnosti 474 kDa obsahující 24 podjednotek. Obvykle má vnitřní průměr 8 nm a vnější průměr 12 nm. Povaha těchto podjednotek se liší podle třídy organismu:
- U obratlovců jsou podjednotky dvou typů tvořené lehkými (L – light) a těžkými (H – heavy) řetězci, které mají molekulovou hmotnost 19 kDa a 21 kDa. Jejich sekvence jsou homologní (asi z 50 % identické)..
- U obratlovců existuje jedna výjimka, a to jsou obojživelníci, kteří mají navíc další typ ferritinu (M – medium).[6]
- Rostliny a bakterie mají jeden ferritin, který se nejvíce podobá typu H obratlovců.[6]
- U plžů rodu Lymnaea existují dva typy – ferritin somatických buněk a ferritin žloutku, který neobsahuje podjednotku zodpovídající za vazbu železa.[6]
- U perlorodky Pinctada fucata je další podjednotka podobná somatickému ferritinu rodu Lymnaea spojena s tvorbou lastur.[7]
- U parazita Schistosoma jsou přítomny dva typy: jeden u samců a druhý u samic.[6]

Co se týče primární sekvence, jsou všechny výše popsané ferritiny podobné H-typu ferritinu obratlovců. Některé ferritinové komplexy obratlovců jsou heterooligomery dvou velmi příbuzných genových produktů s mírně odlišnými fyziologickými vlastnostmi. Poměr dvou homologních proteinů v komplexu závisí na relativních úrovních exprese těchto dvou genů.. V sekundární struktuře ferritinu převažuje uspořádání do specifických proteinových domén zvané čtyř helixové svazky. Uvnitř ferritinu ionty železa spolu s fosfátovými a hydroxidovými ionty tvoří krystality. Výsledná částice je podobná minerálu ferrihydritu. Každý ferritinový komplex může uložit asi 4500 trojmocných kationtů železa. Tyto ionty se dostávají do nitra ferritinu prostřednictvím dvou typů kanálů.

## Funkce ferritinu

### Zásobárna železa a feroxidázová aktivita
Ferritin je přítomen v každém typu buňky a slouží k uskladnění železa v netoxické formě a transportu do míst, kde je potřeba. Funkce a struktura exprimovaného ferritinu se u různých typů buněk liší. Tvorba ferritinů je řízena především množstvím a stabilitou mediátorové RNA (mRNA), ale také změnami v tom, jak je mRNA uložena a jak efektivně je transkribována. Jedním z hlavních spouštěčů produkce mnoha ferritinů je pouhá přítomnost železa, výjimkou je žloutkový ferritin plžů rodu Lymnaea sp., který postrádá jednotku reagující na železo.
V buňkách je železo uloženo v proteinovém komplexu jako je ferritin nebo ferritinových agregátech zvaných hemosideriny. K internalizaci ferritinu z plazmy do cílových buněk, kde je železo potřeba, jsou využívány povrchové transferinové receptory, které mají afinitu k H-podjednotce ferritinu. Ferritin je následně inkorporován do endozomu a poté do lysozomu, kde dochází k degradaci ferritinu a uvolnění železa.
Volné železo je pro buňky toxické, protože působí jako katalyzátor při tvorbě volných radikálů z reaktivních forem kyslíku prostřednictvím Fentonovy reakce. Obratlovci mají proto propracovaný soubor ochranných mechanismů k vázání železa v různých tkáňových kompartmentech.
Jak již bylo řečeno, ferritin obratlovců se skládá ze dvou nebo tří podjednotek, které jsou pojmenovány na základě jejich molekulové hmotnosti: podjednotky L , H a M.  U bakterií a archeí se feritin skládá z jednoho typu podjednotky. H a M podjednotky eukaryotického feritinu a všechny podjednotky bakteriálního a archeálního feritinu mají feroxidázovou aktivitu, což je oxidace železa z železnaté formy (Fe2+) na železitou formu (Fe3+). Díky tomu nedochází k tvorbě hydroxylových radikálů prostřednictvím Fentonovy reakce (reakce mezi železem (Fe2+) a peroxidem vodíku).

### Imunitní a stresová odpověď
Koncentrace ferritinu se drasticky zvyšují v přítomnosti infekce nebo rakoviny. Bylo zjištěno, že endotoxiny fungují jako pozitivní regulátory genu kódujícího ferritin, což vede ke zvýšení exprese tohoto proteinu. Podobně se zvyšuje koncentrace ferritinu v reakci na stres, jako je anoxie (nedostatek kyslíku ve tkáních).

## Využití ferritinu

### Diagnostika
Obsah ferritinu v séru se využívá jako biochemický marker anémie z nedostatku železa. Naměřené hladiny ferritinu obvykle přímo korelují s celkovým množstvím železa v těle. I přesto, že je ferritin nejspecifičtější ukazatel, je méně citlivý, protože jeho hladiny se v krvi zvyšují i s infekcí nebo jakýmkoliv typem chronického zánětu.
Normální hladina ferritinu v krvi (označovaná jako referenční interval) se liší u mužů, žen a dětí.
Normální hladiny ferritinu v krvi:
| Muži        | 18–270 ng/ml |
| Ženy        | 30–160 ng/ml |
| Děti        | 50–140 ng/ml |
| Kojenci     | 50–200 ng/ml |
| Novorozenci | 25–200 ng/ml |

Nedostatek železa (pod 50 ng/ml), a tím pádem nízká hladina ferritinů, může naznačovat nejen anémii, ale také například hypoterózu, nedostatek vitamínu C nebo celiakii. I nadbytek feritinu se může využít jako marker poruch způsobených nadbytkem železa, jako je hemochromatóza nebo hemosideróza. I u dalších onemocnění jsou vyšší hladiny feritinu časté, jedná se například o Stillovu nemoc či hemofagocytární lymfohistiocytóza.
Bylo prokázáno, že v některých případech onemocnění COVID-19 byly hladiny ferritinu zvýšené a mohou korelovat s horším průběhem onemocnění. Ferritin společně s interleukinem 6 jsou považovány za možné imunologické biomarkery vážných případů COVID-19. Ferritin může být tedy použit (společně s C-reaktivním proteinem, CRP) pro včasnou diagnostiku systémové zánětové odpovědi organismu v případech onemocnění COVID-19.

### Cílená distribuce léčiv
V posledních letech se upírá pozornost na využití ferritinů pro cílený transport léčiv, především díky jejich biokompatibilitě, možnosti jejich efektivní disociace a reasociace a modifikaci povrchu. Při fyziologickém pH si ferritin zachovává svou nativní strukturu, avšak v kyselých či zásaditých roztocích se jeho struktura rozkládá a po návratu do neutrálního roztoku se komplex spontánně znovu sestavuje. Tohoto procesu lze využít k inkorporaci léčiv obsahující kovy, jako je například protinárodové léčivo cisplatina, která je enkapsulována ferritinem díky jeho přirozené tendenci vázat kovy. Začlenění léčiv neobsahujících kovy do ferritinu je náročné kvůli omezeným interakcím mezi nimi a ferritinovým obalem a difúzi těchto molekul skrz povrchové póry. Kombinací naplnění ferritinu léčivem a povrchové modifikace s peptidovými epitopy a značkami může být ferritin specificky zacílen na konkrétní typy buněk a nádory pro efektivní transport daných léčiv. I přesto, že syntéza takovýchto nanonosičů je náročná a zatím ekonomicky nevýhodná, mají tyto nanosystémy tam, kde jsou potřeba vysoce specifické systémy pro zacílení nádorů, velký potenciál.

### Ferritinové nanočásticové vakcíny
Vysoce symetrické a samosestavující ferritinové nanoklece představuje atraktivní cíl pro vývoj vakcín. Příkladem může být experimentální vakcína proti chřipce, kdy byl zfúzován hemaglutinin (HA) viru chřipky na povrch ferritinu z Helicobacter pyroli. Imunizace myší nanočásticovou vakcínou HA-ferritin vyvolala produkci protilátek proti různým variantám HA a prokázala zvýšenou účinnost ve srovnání s komerčně dostupnou vakcínou proti chřipce.